# AMC 34
AMC 34 или Auto-mitrailleuse de combat AMC 34YR — французский лёгкий танк огневой поддержки кавалерии, выпускавшимся фирмой Рено в конце 1935 года. Всего было выпущено 12 штук. Танки находились в строю до 1940 года, в составе французских вооружённых сил в Марокко. В сентябре 1939 года предполагалось вывести их из боевого состава и заменить на Н39.

Развитие этого танка привело к создание улучшенной версии — AMC 35.

## История создания
AMC 34 задумывался как замена AMR 33VM. Рабочий прототип был изготовлен в 1934 году. По сравнению с AMR 33VM были серьёзно усилены защита и вооружение. Однако в массовое производство пошла другая разработка фирмы Renault — вариант под обозначением AMR 35. AMC 34 же был выпущен небольшой установочной серией.

## Серийное производство
С октября 1935 по январь 1936 года на фирме Renault была выпущена серия из 12 машин AMC 34YR (№№ 84240-84251).

## Описание конструкции
Танк классической компоновки, со смещением отделения управления и боевого отделения к одному борту, а двигателя и трансмиссии — к другому. Впервые была применена двухместная башня.

### Броневой корпус и башня
Корпус и башня танка собирались из катаных броневых листов методом клёпочного соединения и крепились к каркасу из уголков. Бронелисты устанавливались с рациональными углами наклона.

### Вооружение
Вооружение танка состояло из 25-мм танковой пушки Hotchkiss с боезапасом 75 артиллерийских выстрелов и одного пулемёта Ribeaux калибра 7,5 мм с боезапасом 1750 патронов. Орудие танка было основано на буксируемой противотанковой пушке французского производства и являлось достаточно современным образцом вооружения на тот момент времени. Пушка могла пробить броню практически любого существующего в то время танка мира на разумных дистанциях огневого соприкосновения.

### Двигатель и трансмиссия
Четырёхцилиндровый карбюраторный рядный двигатель жидкостного охлаждения Renault мощностью 120 лошадиных сил использовал в качестве горючего автомобильный бензин. По сравнению с предыдущими моделями танков фирмы Рено был существенно повышен объём и увеличена мощность двигателя.

### Ходовая часть
В танке AMC 34YR был применён гусеничный движитель и подвеска, к тому времени уже хорошо себя зарекомендовавшая на моделях AMR 33/AMR 35. Применительно к одному борту ходовая часть состояла из четырёх опорных обрезиненных катков, четырёх поддерживающих катков, направляющего колеса заднего расположения. Ведущее колесо находилось спереди. Подвеска была маятниковая, с поперечными рессорами из каучука.

## Операторы
- Франция

Данная модель танка стояла на вооружении только во французской армии.

## Служба и боевое применение

### Организационная структура
После завершения производства всех машин из этой модификации, они были отправлены во Французскую Африку и поступили на вооружение 1-го полка африканских стрелков, который был дислоцирован в городе Рабат.